# Еріксгата

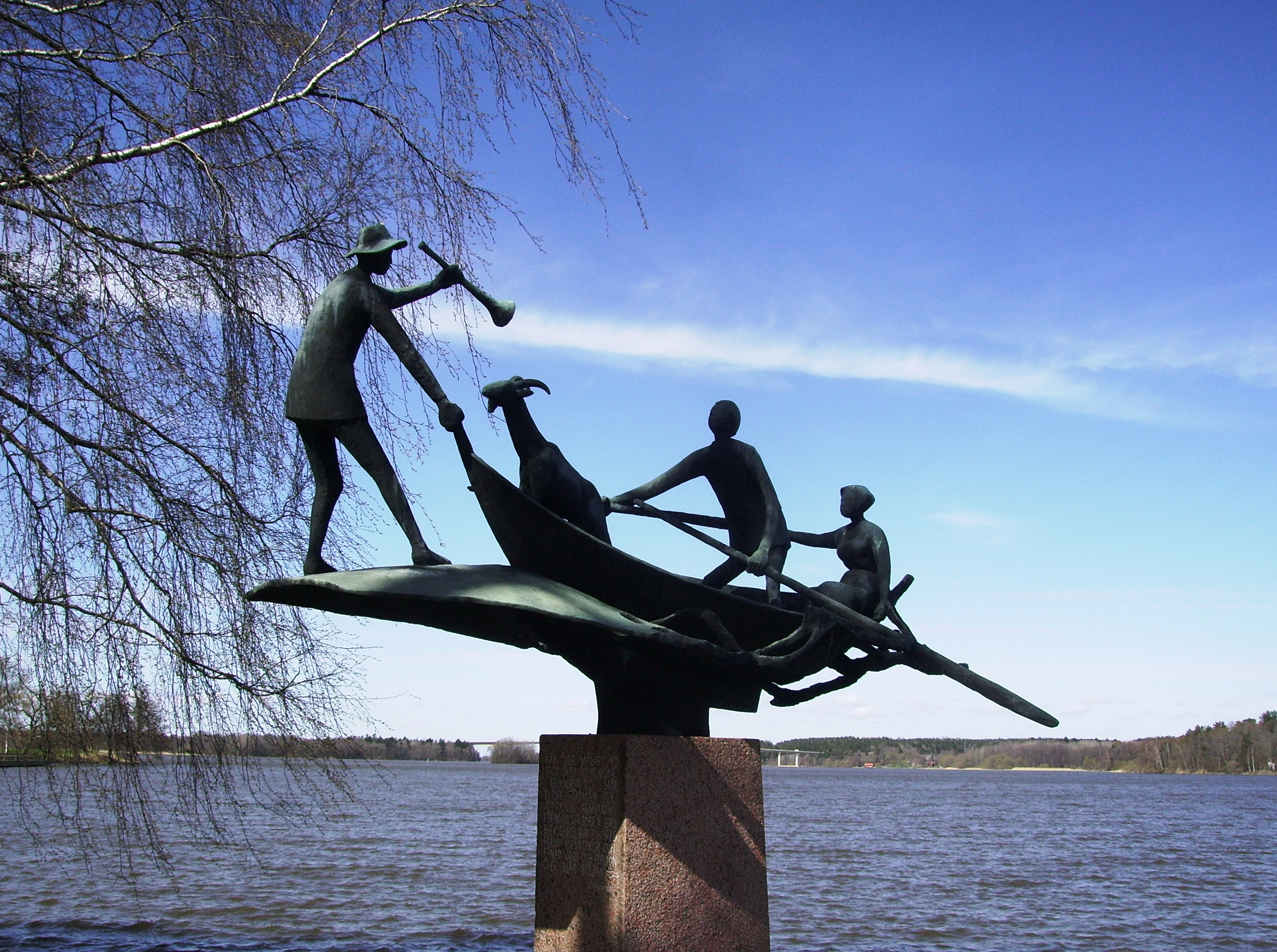
Пам'ятник Еріксгата в Mälaren у Стренгнасі

Еріксгата (швед. Eriksgata) — назва традиційної подорожі новообраних середньовічних шведських королів важливими провінціями, щоб їх обрання було підтверджено місцевими зборами. Фактичні вибори відбувалися у Кам'яному морі в Уппланді, і участь у виборах спочатку була обмежена певними регіонами. Еріксгата поступово втратила вплив, коли представники майже всіх частин Швеції брали участь у виборах на камені Мори з XIV століття.

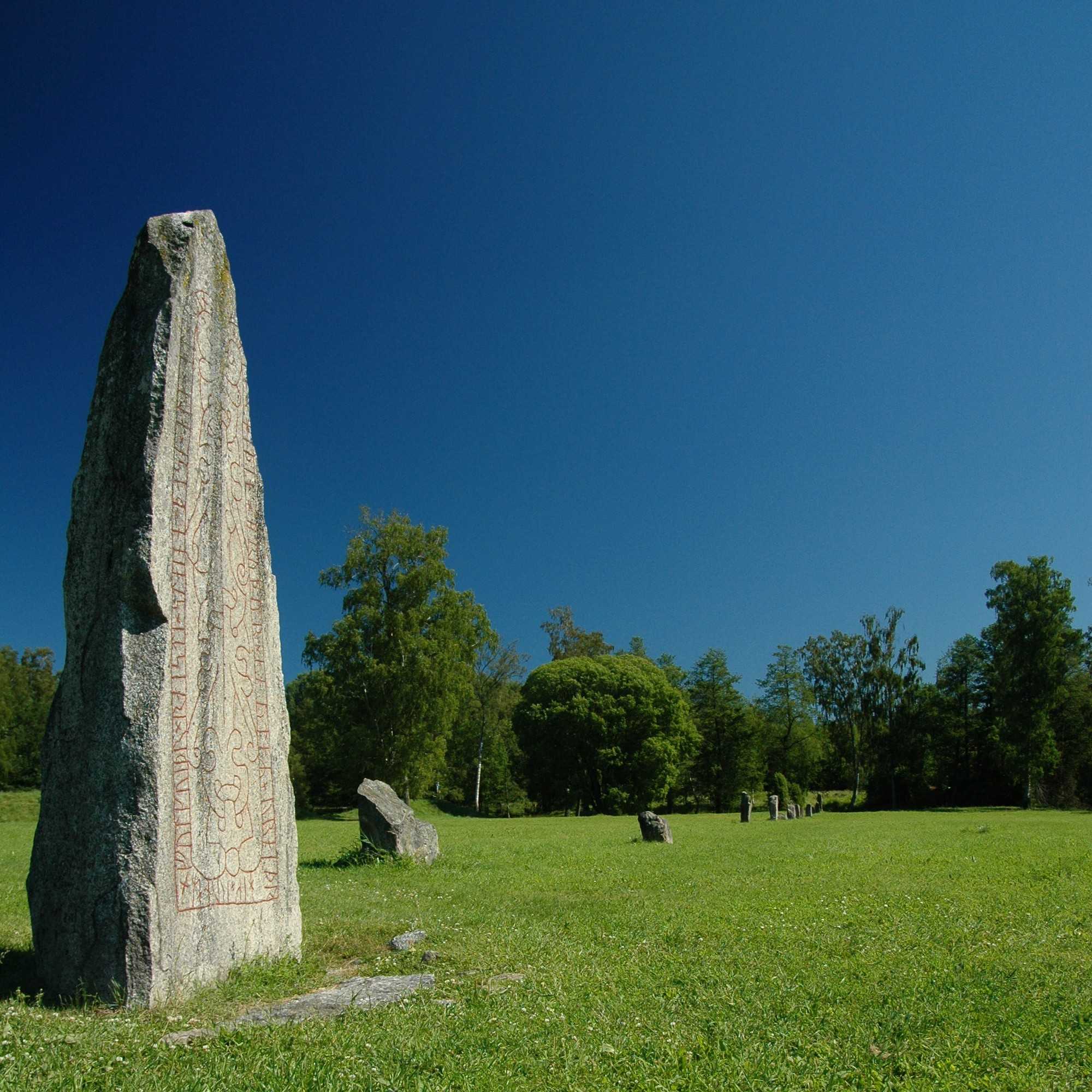
На Anundshög ряд каменів вказує на хід Еріксгата

Після 1544 року шведський король більше не обирався і замість цього успадковував свій трон. Це означало, що після цього Еріксгата мала тільки символічне значення. Останнім королем, що подорожував Еріксгатою за старим законом був Карл IX (1604—1611). Пізніше королі також відвідували шведські провінції і називали їх «Еріксгатою», але ці візити не були подібними до старої середньовічної традиції.
Сама рання згадка про Еріксгату, ймовірно, належить Саксону Граматику, який з 1200 року писав про боротьбу за шведську корону в 1120-х роках у своїй «Геста Данорум». Але традиція, ймовірно, існувала набагато раніше.
Подорож Еріксгатою відбувалася не без ризику, оскільки відомий хоча б один приклад того, як короля було вбито під час поїздки. Це інцидент 1120-х років, описаний Саксоном Граматиком, а він згадується в додатку до закону Västgöta. Тоді новообраний король Рагнвальд Кнафьовде вирішив не брати з собою звичних гостей з видатних місцевих сімей, подорожуючи через Венстергтланд, хоча його суперник, кандидат на трон отримав підтримку в провінції.
Рішення Рагнвальда сприйняли як образу для жителів місцевості, оскільки воно показало, що він їх не боявся, і вони вбили його в Карлепітте (невідоме місце в Västergötland).

#### Ресурси Інтернету
- Kulturarv Östergötland «Heritage Östergötland» [Архівовано 13 вересня 2011 у Wayback Machine.]
- http://k-arv.se/ [Архівовано 25 червня 2018 у Wayback Machine.]